# 哀氏马先蒿哀氏亚种
哀氏马先蒿哀氏亚种（学名：Pedicularis elwesii sp. elwesii）为玄参科马先蒿属下的一个亚种。

## 扩展阅读
- 維基物種上的相關：哀氏马先蒿哀氏亚种